# Comtat de Loreto
El comtat de Loreto fou un feu dels aleramici que Bonifaci del Vasto va llegar al seu fill Otó després de 1125. Aquests, però, va haver de cedir part del feu a la ciutat d'Asti. Amb la seva mort sense hereus, la sobirania del domini, dividida en setzens, va quedar dividit entre els seus germans, donant lloc a llargs conflictes En 1255 el castell de Loreto va ser destruït completament pels habitants d'Asti i la població es va veure obligada a traslladar-se a Costigliole, avui Costigliole d'Asti
Es tractava d'"una antiga església que estava en el territori de Costigliole a la regió de Cioccaro o de Santa Agnès, encara coneguda el 1307 com Plebs de Ponte; de la seva església es conservaren les ruïnes fins al segle XIX" Settia, va escriure: "Sabem que l'església parroquial de Ponte (...) es trobava al territori de Costigliole d'Asti, i el lloc comprenia en la seva jurisdicció a tot el territori delimitat pels quatre rius que (...) la separaven de la veïna diòcesi d'Asti, Alba i Acqui". Entre els castells més importants del Comtat de Loreto s'assenyalen Calosso, Agliano, Castelnuovo Calcea, Castagnole delle Lanze i Vinchio.
D'acord amb Joan Segon de Canis, Vinchio seria el lloc on vers el 935 Aleramo va derrotar els sarraïns de Frassineto. A la comuna adjacent de Mombercelli hi havia el lloc de "Ronchi" probablement la vila de Ronchi donada a Aleramo el 935 per Hug de Provença i Lotari II d'Itàlia, rei d'Itàlia. D'Agliano agafa el seu nom Blanca Lancia di Agliano, del marquesat de Busca, amant i potser esposa in articulo mortis de Frederic II de Suàbia.